# Vionnaz
Vionnaz é uma comuna da Suíça, situada no distrito de Monthey, no cantão de Valais. Tem 21,0 km² de área e sua população em 2018 foi estimada em 2.727 habitantes.